# USS Burrows (DE-105)
USS Burrows (DE-105) là một tàu hộ tống khu trục lớp Cannon từng phục vụ cùng Hải quân Hoa Kỳ trong Chiến tranh Thế giới thứ hai. Nó là chiếc tàu chiến thứ ba của Hải quân Hoa Kỳ được đặt cái tên này, theo tên Đại úy Hải quân William Ward Burrows II (1785-1813), người từng tham gia các cuộc Chiến tranh Barbary thứ nhất và Chiến tranh 1812 và đã tử trận đang khi chỉ huy chiếc USS Enterprise (1799). Nó đã phục vụ cho đến khi chiến tranh kết thúc, xuất biên chế năm 1946, rồi được chuyển cho Hải quân Hoàng gia Hà Lan năm 1950, và tiếp tục phục vụ như là chiếc HNLMS Van Amstel (F.806) cho đến năm 1968. Con tàu bị tháo dỡ sau đó.

## Thiết kế và chế tạo
Lớp Cannon có thiết kế hầu như tương tự với lớp Buckley dẫn trước; khác biệt chủ yếu là ở hệ thống động lực Kiểu DET (diesel electric tandem). Các động cơ diesel đặt nối tiếp nhau dẫn động máy phát điện để cung cấp điện năng quay trục chân vịt cho con tàu. Động cơ diesel có ưu thế về hiệu suất sử dụng nhiên liệu, giúp cho lớp Cannon cải thiện được tầm xa hoạt động, nhưng đánh đổi lấy tốc độ chậm hơn.
Vũ khí trang bị bao gồm ba pháo 3 in (76 mm)/50 cal trên tháp pháo nòng đơn có thể đối hạm hoặc phòng không, một khẩu đội pháo phòng không Bofors 40 mm nòng đôi và tám pháo phòng không Oerlikon 20 mm. Vũ khí chống ngầm bao gồm một dàn súng cối chống tàu ngầm Hedgehog Mk. 10 (có 24 nòng và mang theo 144 quả đạn); hai đường ray Mk. 9 và tám máy phóng K3 Mk. 6 để thả mìn sâu. Con tàu vẫn giữ lại ba ống phóng ngư lôi Mark 15 21 inch (533 mm). Thủy thủ đoàn đầy đủ bao gồm 15 sĩ quan và 201 thủy thủ.
Burrows được đặt lườn tại xưởng tàu của hãng Dravo Corporation ở Wilmington, Delaware vào ngày 24 tháng 3, 1943. Nó được hạ thủy vào ngày 2 tháng 10, 1943, được đỡ đầu bởi cô Ruth C. Tech, và nhập biên chế cùng Hải quân Hoa Kỳ tại Xưởng hải quân Philadelphia vào ngày 19 tháng 12, 1943 dưới quyền chỉ huy của Hạm trưởng, Thiếu tá Hải quân Robert Wallace Graham.

## Lịch sử hoạt động

### USSBurrows

#### Mặt trận Đại Tây Dương
Khởi hành từ Philadelphia, Pennsylvania vào ngày 30 tháng 12, 1943, Burrows tiến hành chạy thử máy và huấn luyện tại khu vực Bermuda, rồi quay trở về Philadelphia vào ngày 9 tháng 2, 1944 để được sửa chữa sau chạy thử máy. Sau đó nó đi đến Norfolk, Virginia để hoạt động như tàu huấn luyện cho thủy thủ đoàn các tàu hộ tống khu trục trong tương lai; nó đảm nhiệm vai trò này trong ba tuần lễ trước khi được lệnh đi đến New York và được điều sang nhiệm vụ hộ tống vận tải. Nó lên đường vào ngày 27 tháng 2 cho chuyến hộ tống đoàn tàu vận tải đầu tiên, trong một đội hình bao gồm các tàu tuần dương hạng nhẹ Marblehead (CL-12) và Milwaukee (CL-5), bốn tàu khu trục và bảy tàu hộ tống khu trục khác. Sau khi đoàn tàu đi đến Belfast, Bắc Ireland an toàn, Burrows chuyển đến Londonderry để gia nhập Đội hộ tống 22, rồi lên đường vào ngày 17 tháng 3 cho hành trình quay trở về Hoa Kỳ, về đến New York vào ngày 28 tháng 3. Con tàu được đưa vào xưởng tàu để sửa chữa những hư hại sau chuyến đi.
Trong hơn một năm tiếp theo, Burrows thực hiện tổng cộng 8 chuyến hộ tống vận tải khứ hồi vượt Đại Tây Dương. Nó tiếp tục hộ tống một đoàn tàu đi sang Anh Quốc trong tháng 4, và khi quay trở về New York đã tạm ngưng nhiệm vụ hộ tống để đi đến Quonset Point, Rhode Island nhằm tham gia thử nghiệm Foxer, một thiết bị gây nhiễu âm thanh dưới nước nhằm đối phó với loại ngư lôi dò âm G7es (T5) mới của Đức quốc xã. Quay trở lại New York vào đầu tháng 6, nó lên đường vào ngày 13 tháng 6 cho chuyến hộ tống vận tải dài ngày nhất và đoàn tàu lớn nhất, hơn 100 tàu các loại, hướng sang Bizerte, Tunisia. Khi băng qua eo biển Gibraltar, do nguy cơ thường xuyên bị máy bay của Không quân Đức tấn công, nó cùng các tàu hộ tống thả những màn khói ngụy trang nhằm che khuất đoàn tàu hai lần mỗi ngày; cho dù máy bay đối phương đã băng ngang cách đoàn tàu chỉ 2 mi (3,2 km), chúng đã không tấn công. Đoàn tàu đi đến nơi vào ngày 1 tháng 7, và Burrows khởi hành vào ngày 10 tháng 7 để quay trở về Hoa Kỳ.
Sau khi được đại tu, Burrows đi đến Casco Bay, Maine để thực hành huấn luyện kỹ thuật lẫn tránh ngư lôi. Nó lên đường đi New London, Connecticut vào ngày 20 tháng 8, nơi kỹ năng này được thể hiện khi con tàu phục vụ như mục tiêu mô phỏng cho việc thực hành huấn luyện tại Căn cứ Tàu ngầm Hải quân New London trong hơn một tháng. Nó rời New York vào ngày 6 tháng 10 cho chuyến hộ tống vận tải vượt Đại Tây Dương thứ tư, vào lúc mà chiến lược tấn công của tàu ngầm U-boat Đức đã thay đổi, do quân đội phe Đồng Minh đã đổ bộ lên lục địa châu Âu. Thay vì tung lực lượng ra áp sát vùng bờ Đông Hoa Kỳ, Đô đốc Karl Dönitz giờ đây giữ những tàu ngầm dưới quyền gần căn cứ nhà, tập trung hoạt động tại khu vực Trung tâm và Đông Đại Tây Dương, biển Ireland và eo biển Manche. Dù sao, đoàn tàu do Burrows hộ tống đã không đụng độ với tàu U-boat đối phương khi băng qua vùng nguy hiểm, đi đến Liverpool an toàn vào ngày 17 tháng 10.
Từ đó cho đến cuối tháng 3, 1945, Burrows tiếp tục thực hiện thêm ba chuyến hộ tống vận tải khứ hồi vượt Đại Tây Dương. Trong chuyến đi thứ bảy, chỉ vài ngày sau khi xuất phát từ New York, đoàn tàu gặp phải thời tiết xấu và biển động mạnh, khiến hai chiếc tàu buôn SS Lone Jack và SS Frontenac Victory gặp tai nạn va chạm. Burrows phải ở lại để bảo vệ và trợ giúp cho hai con tàu bị hư hại nặng vào ban đêm trong suốt chín giờ; rồi bản thân nó lại gặp một tai nạn hỏa hoạn tại phòng động cơ, nhưng đội kiểm soát hư hỏng đã nhanh chóng dập tắt đám cháy không để gây hư hại gì nghiêm trọng.
Đến sáng hôm sau, Burrows bàn giao lại hai con tàu bị nạn cho hai tàu hộ tống, vốn thuộc một đoàn tàu vận tải khác đang hướng sang phía Tây trên đường quay trở về. Sau đó nó đi hết tốc độ nhằm đuổi kịp đoàn tàu của mình vào ngày hôm sau, và các con tàu đi đến Liverpool an toàn vào ngày 11 tháng 3 mà không gặp sự cố gì thêm. Tuy nhiên hoàn cảnh thời tiết xấu tiếp tục gây khó khăn cho nó trong hành trình quay trở về. Vào ngày 23 tháng 3, một cơn sóng mạnh đã xé rách tấm chắn pháo 3-inch và làm thủng hai lổ trên sàn tàu phía trước; con tàu phải sửa chữa tạm thời trên đường đi trong khi vẫn phải duy trì vị trí trong đội hình, nhưng cuối cùng cũng về đến New York an toàn vào ngày 25 tháng 3.
Rời New York vào ngày 16 tháng 4, Burrows lên đường cho chuyến hộ tống vận tải thứ tám, cũng là chuyến cuối cùng, hướng sang phía Đông. Chuyến đi không gặp sự cố nào, và sau khi cho tách ra một phần đoàn tàu vận tải tại Weymouth, Anh, và hộ tống phần còn lại đến Le Havre, Pháp, nó quay trở lại Southampton để chuẩn bị hành trình quay trở về Hoa Kỳ. Vào ngày 8 tháng 5, đang khi di chuyển ở giữa Đại Tây Dương, xung đột tại Châu Âu chấm dứt. Trong tổng số 16 chuyến hộ tống vận tải vượt Đại Tây Dương, Burrows đã hộ tống cho trên 500 tàu mà không bị mất một chiếc nào do hành động thù địch của đối phương.

#### Mặt trận Thái Bình Dương
Vào ngày 8 tháng 6, Burrows lên đường cho hành trình đi sang khu vực Mặt trận Thái Bình Dương. Nó ghé qua Culebra, Puerto Rico để thực hành bắn phá bờ biển, sau đó đến Guantánamo, Cuba để huấn luyện ôn tập, rồi cuối cùng thực hành thả mìn sâu phối hợp với một tàu ngầm tại vịnh Gonaïves, Haiti trước khi băng qua kênh đào Panama vào ngày 28 tháng 6. Nó dừng lại tại San Diego, California để được sửa chữa ngắn trước khi tiếp tục hành trình hướng sang phía Tây, đi đến Trân Châu Cảng vào ngày 19 tháng 7. Chiếc tàu hộ tống khu trục tiếp tục huấn luyện tại khu vực quần đảo Hawaii trước khi lên đường vào ngày 6 tháng 8 để hướng đến Eniwetok thuộc quần đảo Marshall. Đang khi thả neo tại vũng biển Eniwetok vào ngày 15 tháng 8, nó nhận được tin tức về việc Nhật Bản chấp nhận đầu hàng kết thúc cuộc xung đột tại Viễn Đông.
Dù vậy, Burrows vẫn tiếp tục nhiệm vụ tuần tra chống tàu ngầm chung quanh Truk thuộc quần đảo Caroline cho đến ngày 23 tháng 8, khi nó lên đường đi Leyte và Cebu thuộc quần đảo Philippine, nơi nó sáp nhập cùng đoàn tàu vận chuyển lực lượng chiếm đóng đi sang Nhật Bản. Đoàn tàu khởi hành vào ngày 2 tháng 9, và đã tiến vào vịnh Tokyo vào sáng ngày 8 tháng 9, lúc này đang tràn ngập tàu chiến thuộc Đệ Tam hạm đội vốn đã thả neo tại đây để tham dự lễ ký kết văn kiện đầu hàng. Chiếc tàu hộ tống khu trục rời Tokyo bốn ngày sau đó tháp tùng một đoàn tàu đổ bộ LST đi Okinawa. Tàu ngầm và máy bay Kamikaze đối phương không còn là mối đe dọa, nhưng hàng ngàn thủy lôi neo ngầm dưới nước hay trôi nổi trên mặt biển là một nguy cơ cho các tàu vận tải và phải được các tàu hộ tống phá hủy.
Burrows đưa đoàn tàu LST đi đến vịnh Buckner, Okinawa an toàn vào ngày 15 tháng 9, nhưng phải lập tức rời đi để né tránh cơn bão Ida. Nó quay trở lại vịinh Buckner vào ngày 18 tháng 9 để gia nhập một đoàn tàu LST khác hướng sang Honshū, đến nơi một tuần sau đó. Sau đó nó cặp bên mạn chiếc tàu sửa chữa Telamon (ARB-8) để tiến hành những sửa chữa cần thiết vốn bị ngăn trở do phải di chuyển né tránh bão. Sau khi hoàn tất, nó ra khơi vào ngày 8 tháng 10, cùng một đoàn tàu LST khác hướng sang vịnh Leyte; chuyến đi bị trì hoãn do sự xuất hiện của cơn bão Louise, nên đoàn tàu chỉ đến nơi vào ngày 20 tháng 10. Sau đó nó thực hiện chuyến đi dài nhất tại khu vực Tây Thái Bình Dương, bắt đầu từ miền Nam Philippines vào ngày 28 tháng 10, và đi đến Aomori ở phía cực Bắc đảo Honshū, rồi tiếp tục đến Otaru ở miền Nam đảo Hokkaidō. Sau đó nó gặp gỡ tàu bè thuộc Chi hạm đội LST 29 để cùng họ quay trở lại cảng Yokohama.
Không lâu sau khi thả neo tại Yokohama, Burrows được lệnh đi đến vịnh Manila, rồi tiếp tục đi đến Guiuan, Samar, để đón lên tàu năm sĩ quan và 58 binh lính quân đội Philippines, cùng với hai tù binh chiến tranh Nhật Bản. Lực lượng này được phái đến Borongan để thuyết phục binh lính Nhật Bản còn trú đóng tại khu vực này đầu hàng. Vào sáng ngày 12 tháng 12, con tàu cho đổ bộ lực lượng lên bờ và chờ đợi kết quả; bốn ngày sau đó nó đón trở lại tàu số hành khách trên cùng với thêm 75 tù binh Nhật Bản khác. Nó lên đường đi Tacloban, Leyte, tiễn lực lượng cùng số tù binh Nhật Bản lên bờ trước khi quay trở lại Guiuan. 
Trong tháng 12, 1945 và suốt tháng 1, 1946, Burrows luân phiên hoạt động tuần tra quan trắc thời tiết với những gia đoạn neo đậu tại cảng Guiuan. Vào ngày 31 tháng 1, nó được lệnh gia nhập Đội hộ tống 16 để lên đường quay trở về Hoa Kỳ. Sau khi ghé qua Trân Châu Cảng vào ngày 13 tháng 2, con tàu tiếp tục hướng về vùng bờ Tây, đi đến San Pedro, California, vào ngày 23 tháng 2. Sang tháng 3, nó tàu di chuyển sang vùng bờ Đông, đi đến Norfolk, Virginia, nơi nó được chuẩn bị để ngừng hoạt động. Chiếc tàu hộ tống khu trục được cho xuất biên chế tại Green Cove Springs, Florida vào ngày 26 tháng 4, 1946 hoặc là 14 tháng 6, 1946, và được đưa về Hạm đội Dự bị Đại Tây Dương. 

### HNLMSVan Amstel(F.806)
Vào năm 1950, Burrows được chọn để chuyển cho Hà Lan trong Chương trình Viện trợ Quân sự. Con tàu được kéo đến Boston, Massachusetts vào tháng 2, 1950, rồi chính thức bàn giao cho Hà Lan vào ngày 1 tháng 6, 1950.  Tên nó được cho rút khỏi danh sách Đăng bạ Hải quân Hoa Kỳ vào ngày 26 tháng 9, 1950;  và nó tiếp tục phuc vụ cùng Hải quân Hoàng gia Hà Lan như là chiếc HNLMS Van Amstel (F.806) cho đến khi được hoàn trả cho Hoa Kỳ vào năm 1967. Con tàu được bán cho hãng Simons Scheepssloperij N.V. tại Rotterdam vào năm 1968 để tháo dỡ.

## Phần thưởng
Nguồn: Navsource Naval History
|  |  |  |
|  |  |  |

| Huân chương Chiến dịch Hoa Kỳ                 |                                                    |                                      |
| Huân chương Chiến dịch Châu Á-Thái Bình Dương | Huân chương Chiến dịch Châu Âu-Châu Phi-Trung Đông | Huân chương Chiến thắng Thế Chiến II |